# État-major personnel du Reichsführer-SS
 (juillet 2020).
L’état-major personnel du Reichsführer-SS (allemand : Hauptamt Persönlicher Stab Reichsführer-SS) était l'administration principale de la SS, créé en 1933 par Heinrich Himmler pour servir de bureau personnel coordonnant diverses activités et projets relevant du Reichsführer-SS.

## Opérations

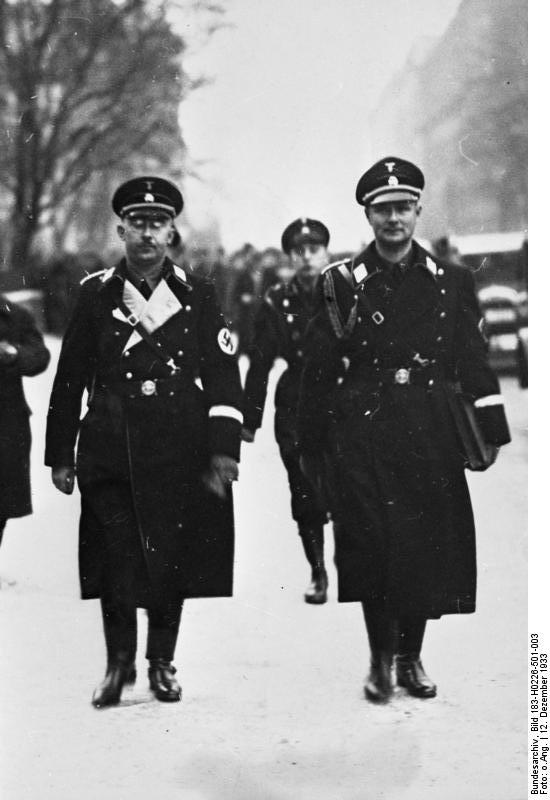
Heinrich Himmler avec son aide de camp Karl Wolff en 1933.

En 1933, Karl Wolff attire l'attention de Himmler qui, en juin 1933, le nomme aide de camp et chef de son état-major personnel. De 1939 à 1943, Himmler le nomme officier de liaison de la Waffen-SS au Quartier général du Führer Adolf Hitler. En tant qu'aide de camp principal et proche associé de Himmler, les activités quotidiennes de Wolff consistaient à superviser l'emploi du temps de Himmler et à assurer la liaison avec d'autres bureaux et agences SS. Le bureau transmettait les souhaits / intérêts du Reichsführer à toutes les succursales, bureaux et unités subordonnées au sein de la SS. Il s'est également occupé de la correspondance personnelle de Himmler et des décorations primées. Wolff gérait les affaires de Himmler avec le parti nazi, les agences et le personnel de l'État. Après l'assassinat de Reinhard Heydrich en 1942, Wolff se brouilla avec Himmler et fut remplacé par Maximilian von Herff, qui le dirigea jusqu'à la fin de la guerre.
Himmler a également mis en place plusieurs équipes de projet spéciales sous l'autorité de son bureau personnel. Cela comprenait le personnel du château de Wewelsburg ainsi que celui de l'Ahnenerbe. Cette équipe d'experts s'est intéressée à l'histoire anthropologique et culturelle de la race aryenne. Elle a mené des expériences et lancé des voyages dans le but de prouver que les populations nordiques préhistoriques et mythologiques avaient autrefois régné sur le monde.

## Rôle dans la Shoah
Le rôle exact que l'état-major personnel de Himmler a joué dans l'Holocauste a fait l'objet de débats avec Karl Wolff, affirmant que l'état-major personnel n'était rien de plus que des « passeurs de papier ». Cependant, étant donné que la plupart des souhaits et des ordres de Himmler ont été distribués par son état-major, Wolff aurait été informé d'événements importants ou aurait facilement pu avoir accès aux informations pertinentes. Les lettres incriminantes montrent que Wolff était impliqué dans la Shoah.
Par exemple lorsque, à partir de l'été 1942, la liquidation du ghetto de Varsovie a entraîné des goulots d'étranglement dans le transport ferroviaire, Wolff a téléphoné au ministre adjoint des Transports du Reich, Albert Ganzenmüller. Dans une lettre ultérieure datée du 13 août 1942, Wolff remercia Ganzenmüller de son aide :

« Je constate avec un plaisir particulier dans votre communication qu’un train avec 5 000 membres de la « population ciblée » circule quotidiennement depuis 14 jours et que nous sommes donc en mesure de poursuivre ce mouvement de population à un rythme accéléré. J'ai pris l'initiative de rechercher les bureaux concernés, de sorte qu'une mise en œuvre sans heurt des mesures susmentionnées semble garantie. Je vous remercie encore une fois pour vos efforts et souhaite également une bonne continuation pour veiller aux bons fonctionnement des opérations. Avec mes meilleurs vœux, Heil Hitler. Cordialement W. »

— Karl Wolff pour Albert Ganzenmüller, 13 août 1942.
De plus, Wolff aurait reçu des copies des lettres d'officiers SS et ses collaborateurs lors de la « solution finale », incluant Odilo Globocnik, l'organisateur de l'opération Reinhard, la Shoah en Pologne. Par conséquent, sa négation ultérieure de la connaissance de l’Holocauste n’est vraisemblablement plausible qu’au niveau détaillé des atrocités commises par le régime nazi.